# Stazione di Pisticci
La stazione di Pisticci è una stazione ferroviaria a servizio del comune di Pisticci, in provincia di Matera, sulla ferrovia Battipaglia-Potenza-Metaponto.
La gestione degli impianti è affidata a Rete Ferroviaria Italiana (RFI), controllata del gruppo Ferrovie dello Stato, che classifica la stazione nella categoria "Bronze".

## Strutture ed impianti
Il fabbricato viaggiatori è una struttura ad un corpo, su tre livelli, è tinteggiato di bianco, mentre solo il piano terra è aperto ai viaggiatori, dove sono presenti due obliteratrici. La pianta dei fabbricati è rettangolare.

## Servizi
- Capolinea autobus

## Movimento

### Passeggeri
Il servizio viaggiatori è svolto da Trenitalia, società del gruppo Ferrovie dello Stato, per conto della Regione Basilicata. Nella stazione fermano solo treni regionali ed alcuni autobus sostitutivi.